# Marcha (Viljoej)
De Marcha (Russisch: Марха) is een 1181 kilometer lange linker zijrivier van de Viljoej in de Russische autonome Siberische deelrepubliek Jakoetië. De rivier behoort tot het stroomgebied van de Lena en moet niet worden verward met de zuidelijker stromende gelijknamige, korte en direct in de Lena stromende Marcha.

## Verloop
De Marcha ontspringt op ongeveer 700 meter hoogte in het Viljoejplateau in het oostelijk deel van het Midden-Siberisch Bergland, op iets ten zuiden van de noordpoolcirkel. De rivier doorstroomt het bergland voornamelijk in zuidoostelijke richting, waarbij ze in grote bogen meandert door een deels diep en relatief steil ingesleten vallei in het plateau.
Op ongeveer 300 kilometer voor haar uitmonding in de Viljoej stroomt de Marcha door de Centraal-Jakoetische Vallei om vervolgens nabij het dorp Scharchan uit te stromen in de er slechts iets bredere Viljoej op een hoogte van ongeveer 100 meter tussen Njoerba en Viljoejsk. De Marcha is aan de monding bijna 500 meter breed en 3 meter diep en heeft er een stroomsnelheid van 0,7 m/sec.

## Hydrografie
De Marcha heeft een stroomgebied van ongeveer 99.000 km². De belangrijkste zijrivier is de Morkoka aan rechterzijde.
De Marcha bevriest tussen eind september en begin oktober en ontdooit tegen eind mei, begin juni. In deze periode bevriest ze in de benedenloop gedurende 150 dagen tot in de ondergrond en in de bovenloop gebeurt dit gemiddeld zelfs ruim 200 dagen. Behalve tijdens de voorjaarsmelt kan hoogwater ook kortstondiger optreden in de zomer of in de vroege herfst. Het gemiddelde jaarlijkse debiet aan de monding bedraagt 405 m³/sec, met een maximum van 7630 m³/sec in de maand juni.

## Infrastructuur en economie
De Marcha is bevaarbaar vanaf de instroom van de Morkoka en voor kleinere vaartuigen reeds vanaf de instroom van de Daldyn in het bovenste deel van de middenloop. Vanwege de korte vaarperiode wordt de rivier echter slechts beperkt gebruikt door de binnenscheepvaart.
Met name rond de bovenloop zijn een aantal diamantvoorkomens aangetroffen. In dit gebied ligt de plaats Ajchal en iets noordelijker de stad Oedatsjny. Op ongeveer 15 kilometer van de bron van de Marcha, ten noordwesten van Ajchal, is voor de mijnbouw een stuwdam aangelegd, waardoor een stuwmeer ontstaan is. De weg van Lensk via Mirny naar Ajchal en Oedatsjny loopt op ongeveer 45 kilometer ten zuidoosten van Ajchal over de Marcha; de enige brug over de rivier.
Over het grootste deel van haar loop stroomt de Marcha door praktisch onbewoond gebied. Pas vanaf het moment dat de Marcha de Centraal-Jakoetische Vallei binnenstroomt, verschijnen de eerste dorpen aan en op kleine afstand van de rivier, zoals Malykaj, Byssytta, Engolscha, Chatyn-Syssy en Mar. Bij Scharchan op acht kilometer voor de monding, loopt een wegverbinding over de rivier, die voert van Jakoetsk via Viljoejsk en Njoerba naar Soentar.